# أشتون بينيت
أشتون بينيت (بالإنجليزية: Ashton Bennett)‏ (8 سبتمبر 1988 بأبرشية كلارندون في جامايكا - ) هو لاعب كرة قدم جامايكي في مركز الهجوم. لعب مع نادي بورتمور يونايتد ونادي تورونتو.

## وصلات خارجية
- أشتون بينيت على موقع الدوري الأمريكي (الإنجليزية)
- أشتون بينيت على موقع قاعدة بيانات كرة القدم.إي يو (الإنجليزية)
- أشتون بينيت على موقع Soccerway.com (الإنجليزية)